# Józef Rączkowski
Józef Rączkowski (ur. 19 lutego 1885 w Siarach, zm. 6 maja 1951 w Poznaniu) – literat, działacz ruchu ludowego, poseł na Sejm.

## Życiorys
Urodził się w rodzinie wiejskiego krawca Wincentego i jego żony Wiktorii Piotrowskiej. Wykształcenie zdobywał na uniwersytetach w Krakowie (filozofia i polonistyka) i Monachium (historia sztuki). Pracował kolejno w redakcjach: Ilustracji Polskiej, Nowinach, Gazecie Poniedziałkowej i Nowej Reformie. W latach 1914–1924 był redaktorem tygodnika „Piast”, redagując go w duchu niepodległościowym i proalianckim. W 1919 został wybrany posłem na Sejm (1919–1922). W 1924 zerwał z polityką i zamieszkał we wsi Piątkowo, gdzie zorganizował Kasę Stefczyka i został członkiem jej zarządu. Od 1933 pracował jako dziennikarz w Rolniku Wielkopolskim i Rolniku Polskim w latach 1936–1939 i 1947–1951. W czasie II wojny światowej przebywał w Warszawie i Krakowie gdzie pracował nad popularną encyklopedią dla wsi, której nie ukończył. Pochowany na cmentarzu św. Jana Vianneya w Poznaniu (kwatera św. Michała-7-2).

### Twórczość
- W blaskach młodości (1903)
- Wóz Drzymały (1908)
- Polityka i miłość (1925)
- Nad polskim morzem